# Agoda
Agoda – firma specjalizująca się w usługach internetowych rezerwacji hoteli. Jest częścią notowanej na NASDAQ Priceline Group (Nasdaq: PCLN). Główne centra operacyjne Agoda mieszczą się w Singapurze, Bangkoku, Kuala Lumpur, Tokio, Sydney, Hongkongu i w Budapeszcie.

## Historia
Początki firmy sięgają późnych latach 90., kiedy Michael Kenny stworzył stronę PlanetHoliday.com. Przyświecała mu idea wykorzystania możliwości rosnących w siłę wyszukiwarek internetowych i wypełnienia rynkowej niszy turystyczno-informacyjnej i hotelowej. PlanetHoliday było jedną z pierwszych stron internetowych oferujących rezerwacje hoteli, która to branża z czasem okazała się być wielomiliardowym biznesem.
Michael Kenny we wczesnych latach 90. wyemigrował do Tajlandii, gdzie założył stronę internetową na wyspie Phuket. W 2002 roku operacje firmy przeniosły się do Bangkoku, a w 2003 do firmy jako strona partnerska dołączyła PrecisionReservations.com, której celem była sprzedaż rezerwacji poprzez strony afiliacyjne. W 2005 roku PlanetHoliday.com i PrecisionReservations.com połączyły się pod nazwą Agoda Company Pte. Ltd.

## Akwizycja firmy
W listopadzie 2007 Priceline.com (NASDAQ: PCLN) zakupił Agoda Company, co było jego trzecią międzynarodową akwizycją. Na chwilę obecną Agoda zatrudnia około 600 pracowników i operuje w 37 językach, zarówno azjatyckich, jak i w większości europejskich, w tym od 2011 roku również po polsku. Prezesem Agoda od listopada 2010 jest współzałożyciel firmy Robert Rosenstein.

## Działalność
Agoda.com stawia za swój cel zapewnienie klientom najniższych możliwych cen na hotele. Serwis oferuje ponad 5 milionów recenzji hoteli napisanych przez klientów, które publikowane są w oryginalnej formie. Centrum obsługi klienta jest czynne 24 godziny na dobę, 365 dni w roku i zapewnia wsparcie w 17 językach przez e-mail, lub telefonicznie.
Agoda.com oferuje również aplikacje mobilne zarówno dla platformy iOS, jak i Android, które zapewniają pełną funkcjonalność serwisu.

## Wyróżnienia
Agoda zwyciężyła w kategorii najlepszych stron oferujących noclegi w konkursie Travelmole Web Awards Asia 2008.

## Członkostwo w organizacjach
Agoda jest członkiem PATA (Pacific Asia Travel Association) od 2006 roku.